# Premi Lu Xun de Literatura

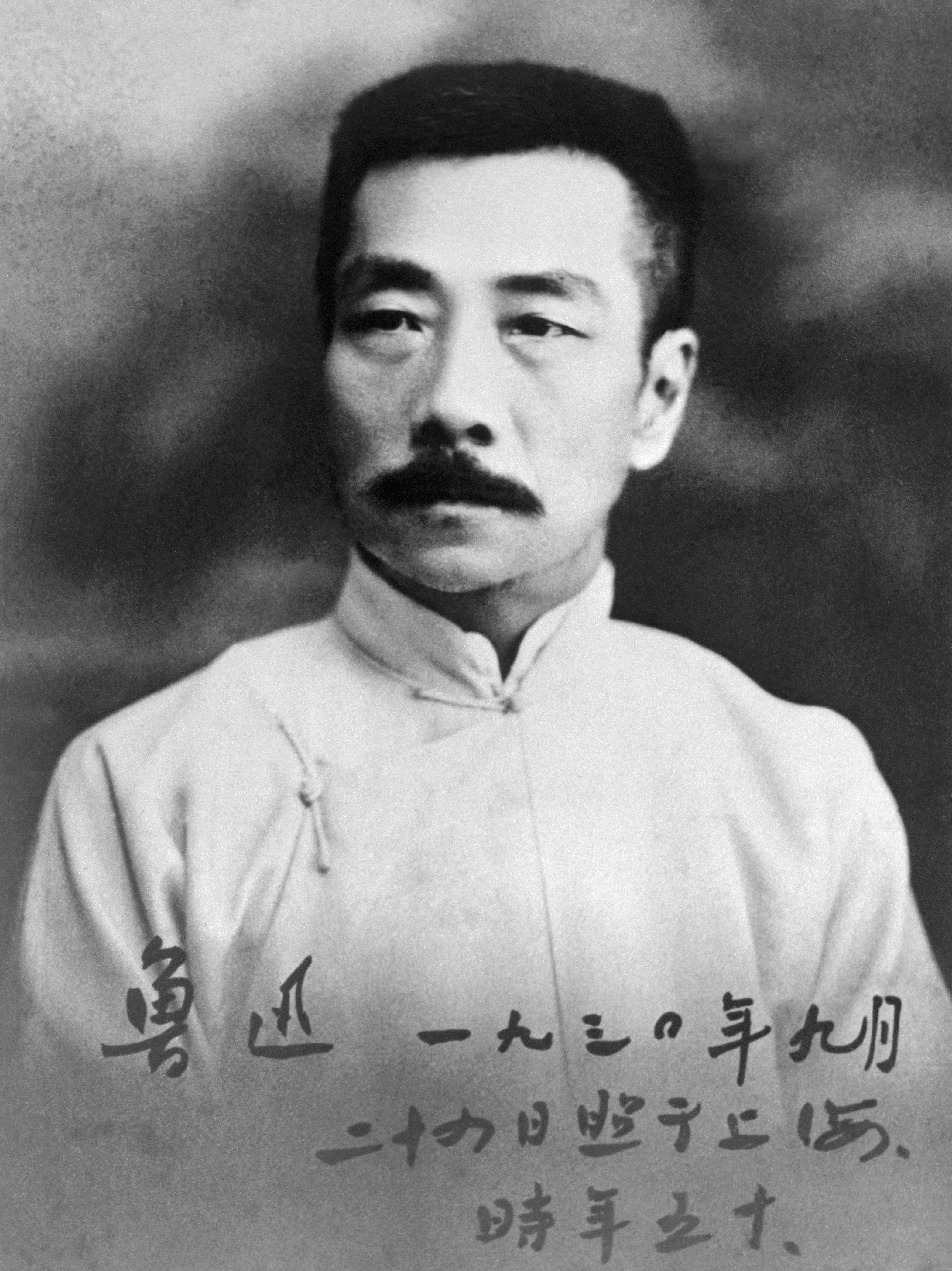
Lu Xun, 1930

Premi Lu Xun de Literatura (鲁迅文学奖) es un premi literari atorgat per l'Associació d'Escriptors Xinesos. Porta el nom de l'escriptor Lu Xun (鲁迅), pseudònim de Zhou Shuren, que fou un dels principals escriptors xinesos del segle xx. Considerat per molts com el fundador de la literatura xinesa moderna. Amb el Premi Mao Dun de Literatura, el Premi Lao She, i el Cao Yu per guionistes, és un dels quatre premis literaris més importants de la Xina. Creat el 1995, el premi s'atorga cada tres anys.

## Característiques

### Categories
El premi té set categories: 
- Premi Nacional de Novel·la
- Premi Nacional de narrativa curta (contes)
- Premi Nacional de Reportatge (inclou literatura documental i biografies)
- Premi Nacional de Poesia (inclou poesia antiga i poesia en prosa)
- Premi Nacional d'assaig en prosa
- Premi Nacional de Crítica Literària
- Premi Nacional de Traducció Literària

El 2021 també es va crear una edició especial a Hong Kong per un premi de Literatura Juvenil

### Condicions de participació[3]
Les obres que participen en la selecció del jurat del premi s'han de publicar per primera per primera vegada en diaris, revistes, editorials i llocs web aprovats per l'estat de la Xina continental durant el període de selecció, i hauran de complir els requisits de cada categoria. Les obres creades en llengües minoritàries s'avaluaran en la seva traducció al xinès.

### Criteris de selecció[3]
Segons l'Associació d'Escriptors Xinesos, entitat que atorga els premis, les obres han de reunir unes determinades característiques o requisits, de caràcter ideològic i artístic, com:
- Defensar la ideologia i l'esperit del patriotisme, el col·lectivisme i el socialisme, que afavoreixin les idees i l'esperit de reforma, obertura i modernització.
- Defensar la idea i l'esperit d'unitat, l'harmonia social i la felicitat per promoure una vida millor amb un treball honest.
- Centra't en obres destacades que reflecteixen l'estatus dominant del poble i la vida real, que expliquin històries xineses i expressin el somni xinès i el gran rejoveniment de la nació xinesa.
- Obres innovadores a partir de l'herència de les excel·lents tradicions literàries xineses i l'aprenentatge de cultures estrangeres.
- Obres amb característiques xineses, i estil xinès,
- Obres de crítica teòrica de la literatura xinesa contemporània.

### Museu Lu Xun
A la Xina hi ha tres museus dedicats a Lu Xun. A Xangaiinaugurat l'any 1950, a Pequín, que va obrir el 1956 i el 鲁迅文学奖领奖博物馆 (Luxun Literature Prize Awards Museum) a la ciutat de Shaoxing, especialment interessant per ser on tots els continguts exposats estan relacionats amb el Premi, els guardonats i les seves obres, així com amb obres de Lu Xun.

## Guardonats

### (1995-1996)

#### Conte
- 史铁生: 《老屋小记》 Shi Tiesheng: Memory of the old house
- 迟子建: 《雾月牛栏》 Chi Zijian: Cowpen in the foggy moon
- 阿 成: 《赵一曼女士》 Ah Cheng: Ms Zhao Yiman
- 陈世旭: 《镇长之死》 Chen Shixu: Death of the mayor
- 毕飞宇: 《哺乳期的女人》 Bi Feiyu: Lactating women
- 池 莉: 《心比身先老》 Chi Li: The heart ages before the body

#### Novel·la
- 邓一光: 《父亲是个兵》 Deng Yiguang: Father is a soldier

- 林 希: 《小的儿》 Lin Xi (escriptor): Small boy
- 刘醒龙: 《挑担茶叶上北京》 Liu Xinglong: Heading for Beijing, with a basket of tea leaves
- 何 申: 《年前年后》 He Shen (escriptor): Years before, years after
- 李国文: 《涅槃》 Li Guowen: Nirvana
- 刘 恒: 《天知地知》 Liu Heng: Heaven knows, Earth knows
- 东 西: 《没有语言的生活》Dong Xi (escriptor): Life without Language
- 阎连科: 《黄金洞》 Yan Lianke: Gold Cave
- 李贯通: 《天缺一角》 Li Guantong: Missing a corner of sky
- 徐小斌: 《双鱼星座》 Xu Xiaobin: Pisces

#### Reportatge
- 邢军纪、 曹 岩: 《锦州之恋》 Xing Junji i Cao Yan: Jinzhou Love
- 杨黎光: 《灵魂何归》（亦名：《没有家园的灵魂》Yang Liguang: Restless Soul
- 冷 梦: 《黄河大移民》 Leng Meng: Yellow River Immigrants
- 一 合: 《黑脸》 Yi He (escriptor): Black Face
- 金 辉: 《恸问苍冥》 Jin Hui:
- 江宛柳: 《没有掌声的征途》 Jiang Wanliu: Journey without Applause
- 郭晓晔: 《东方大审判》 Guo Xiaoye: Eastern Trial
- 张建伟: 《温故戊戌年》 Zhang Jianwei:
- 陈桂棣: 《淮河的警告》 Chen Guidi: Huai River warning
- 徐 剑：《大国长剑》 Xu Jian (escriptor): Long Sword of a Great Kingdom
- 王家达: 《敦煌之恋》 Wang Jiada: Dunhuang Love
- 何建明: 《共和国告急》 He Jianming: Republic Emergency
- 李鸣生: 《走出地球村》 Li Mingsheng: Walking out of the global village
- 程童一 等: 《开埠》 Cheng Tongyi i altres: Open Port
- 董葆存: 《毛泽东和蒙哥马利》 Dong Baocun: Mao Zedong and Montgomery

#### Poesia
- 李 瑛: 《生命是一片叶子》 Li Ying (escriptor): Life is a Leaf
- 匡 满: 《今天没有空难》 Kuang Man: Today there is no air crash
- 韩作荣: 《韩作荣自选集》 Han Zuorong: Han Zuorong's selection of poetry
- 沈 苇: 《在瞬间逗留》 Shen Wei: Lingering in the moment
- 张新泉: 《鸟落民间》 Zhang Xinquan: Bird landing among the people
- 王久辛: 《狂雪》 Wang Jiuxin: Crazy Snow
- 辛 茹: 《寻觅光荣》 Xin Ru: Seeking Glory
- 李松涛: 《拒绝末日》 Li Songtao: Resisting Doomsday

#### Assaig
- 冰 心: 《我的家在哪里》 Bing Xin: Where is my home?
- 季羡林: 《赋得永久的悔》 Ji Xianlin: Permanent regret
- 严 秀: 《牵牛花蔓》 Yan Xiu:
- 雷 加: 《半月随笔二集》 Lei Jia (escriptor): Half-moon jottings, 2 collections
- 郭 风: 《郭风散文选集》 Guo Feng: Selected Essays of Guo Feng
- 艾 煊: 《烟水江南绿》 Ai Xuan (escriptor): Smoke and water, Jiangnan green

#### Prosa
- 何 为: 《何为散文选集》 He Wei: Collected Essays of He Wei
- 王充闾: 《春宽梦窄》 Wang Chonglu: Spring is wide, dream is narrow
- 周 涛: 《中华散文珍藏本•周涛卷》 Zhou Tao (escriptor): Chinese prose collection: Zhou Tao vol.
- 铁 凝: 《女人的白夜》 Tie Ning: Woman's white night
- 李 辉: 《秋白茫茫》 Li Hui (escriptor): Autumn white so vast
- 周同宾: 《皇天后土》 Zhou Tongbin:
- 赵 玫: 《从这里到永恒》 Zhao Mei: From here to eternity
- 刘成章: 《羊想云彩》 Liu Chengzhang: Sheep Imagining Clouds
- 夏坚勇: 《湮没的辉煌》 Xia Xianyong: Brilliance annihilated
- 斯 妤: 《两种生活》 Si Yu: Two Kinds of Life

#### Miscel·lània
- 林祖基: 《微言集》 Lin Zuji: Micro-writing
- 何满子: 《何满子杂文自选集》 He Manzi: Selected Works of He Manzi
- 邵燕祥: 《邵燕祥随笔》 Shao Yanxiang: Essays
- 韩 羽: 《韩羽杂文自选集》 Han Yu (escriptor): Miscellaneous Writings
- 唐达成: 《世象杂拾》 Tang Dacheng:

#### Crítica literària
- 樊 骏: 《认识老舍》 Fan Jun: Knowing Lao She
- 敏 泽: 《社会主义市场经济与文学价值论》 Min Ze: On Socialist Market Economy and Literary Value
- 陈伯海: 《自传统至现代——近四百年中国文学思潮变迁论》 Chen Bohai: From Tradition to Today – on the evolution of trends in Chinese literary thought over the last 400 years
- 曾镇南: 《论鲁迅与林语堂的幽默观》 Zeng Zhennan: On Lu Xun's and Lin Yutang's views on humour
- 邵伯周: 《茅盾几部重要作品的评价问题》 Shao Bozhou: Problems in evaluating some of Mao Dun's important works

#### Traducció literària
- （recomanats pel jurat）陈占元, 金克木, 黄 源, 刘辽逸, 吕叔湘, 施蛰存, 孙绳武, 伍孟昌, 朱维之, 陈冰夷, 齐 香, 方 平, 金 隄,蒋 路, 磊 然, 李 芒, 钱春绮, 孙家晋, 唐 笙, 辛未艾, 袁可嘉, 叶水夫, 郑永慧, 草 婴, 任溶溶:.
- (Chen Zhanyuan, Jin Kemu, Huang Yuan, Liu Liaoyi, Lu Shuxiang, Shi Zhecun, Sun Shengwu, Wu Mengchang, Zhu Weizhi, Chen Bingyi, Qi Xiang, Fang Ping, Jindi, Jiang Lu, Lei Ran, Li Mang, Qian Chunqi, Sun Jiajin, Tang Sheng, Xin Weiai, Yuan Kejia, Ye Shuifu, Zheng Yonghui, Cao Ying, Ren Rongrong)

Traducció literària, (antic premi Rainbow)
- 杨德豫 译: 《华兹华斯抒情诗选》Yang Deyu (tr) Anthology of Wordsworth's Lyrics
- 燕汉生 译: 《艾青诗百首》 Yan Hansheng (tr): Ai Qing 100 Poems
- 绿 原 译: 《浮士德》 Lu Yuan (tr): Faust
- 范维信 译: 《修道院纪事》 Fan Weixin (tr): Abbey Chronicle
- 顾蕴璞 译: 《莱蒙托夫全集２•抒情诗II》 Gu Yunpu (tr): Complete works

### (1997-2000)

#### Conte
- 刘庆邦:《鞋》 Liu Qingbang: Shoes
- 石舒清:《清水里的刀子》 Shi Shuqing: Knife in Fresh Water
- 红 柯:《吹牛》 Hong Ke: Bragging
- 徐　坤:《厨房》 Xu Kun: Kitchen
- 迟子建:《清水洗尘》 Che Zijian: Washing off Dust in Fresh Water

#### Novel·la
- 叶广芩:《梦也何曾到谢桥》 Ye Guangqin: Xie Bridge
- 鬼　子:《被雨淋湿的河》 Guizi (escriptor): Rain-drenched River
- 铁　凝:《永远有多远》 Tie Ning: How Far is Forever
- 衣向东:《吹满风的山谷》 Yi Xiangdong: Wind in the Valley
- 阎连科:《年月日》 Yan Lianke: Year Month Day

#### Reportatge
- 何建明:《落泪是金》He Jianming: Tears are Gold
- 王树增:《远东朝鲜战争》Wang Shuzeng: Far East Korean War
- 梅　洁:《西部的倾诉》Mei Jie: Westside Discussion
- 李鸣生:《中国863》LI Mingsheng: China 863
- 杨黎光:《生死一线》Wang Liguang: Line between Life and Death

#### Poesia
- 杨晓民:《羞涩》Yang Xiaomin: Shy
- 曲有源:《曲有源白话诗选》Qu Youyuan: Selection of Vernacular Poems
- 朱增泉:《地球是一只泪眼》Zhu Zengquan: The Earth is a Teary Eye
- 西　川:《西川的诗》Xi Chuan: Poems of Sichuan
- 曹宇翔:《纯粹阳光》Cao Yuxuan: Pure Sunshine

#### Assaig
- 李国文:《大雅村言》Li Guowen: Daya village words
- 余秋雨:《山居笔记》Yu Qiuyu: Notes on Living in the Mountains
- 朱铁志:《精神的归宿》Zhu Tiezhi: Spirit Returned
- 徐光耀:《昨夜西风凋碧树》Yu Guangyao: Last Night's West Wind Battered the Green Tree

- 张抗抗:《张抗抗散文》Zhang Kangkang: Essays

#### Crítica literària
- 陈　涌:《"五四"文化革命的再评价》Chen Yong: Re-evaluation of the May 4th Culture Revolution
- 程文超:《一九O三：前夜的涌动》Cheng Wenchao: 1903: overnight surge
- 何向阳:《12个：1998年的孩子》He Xiangyang: 12 children of 1998
- 韩子勇:《西部：偏远省份的文学写作》Han Ziyong: Literary writing of the remote western provinces
- 钱中文:《文学理论现代性问题》Qian Zhongwen: Contemporary Questions in Literary Theory

#### Traducció literària (1995－1998)
- 屠　岸　译:《济慈诗选》Tu An (tr) – Anthology of Keats Poetry
- 董燕生　译:《堂吉诃德》Dong Yansheng (tr) – El Quixot
- 王焕生　译:《奥德赛》Wang Huansheng (tr)– The Odyssey
- 董　纯　译:《秧歌》Dong Chun (tr)– Yangge
- 陶　洁　译:《圣殿》Tao Jie (tr) - Temple

### 2001 - 2003

#### Novel·la
- 毕飞宇: 《玉米》 Bi Feiyu: Corn
- 陈应松: 《松鸦为什么鸣叫》 Chen Yingsong: Why the jay crows
- 夏天敏: 《好大一对羊》 Xia Tianmin: An enormous pair of sheep
- 孙惠芬: 《歇马山庄的两个女人》 Sun Huifen: The Two Women of Xiema Village

#### Conte
- 王祥夫: 《上边》 Wang Xiangfu: Above
- 温亚军: 《驮水的日子》 Wen Yajun: Carrying Water Days
- 魏 微: 《大老郑的女人》 Wei Wei: Big Lao Zheng's Woman
- 王安忆: 《发廊情话》 Wang Anyi: Confidences in a Hair Salon

#### Reportatge
- 王光明 and 姜良纲: 《中国有座鲁西监狱》 Wang Guangming and Jiang Lianggang: In China there's Luxi Prison
- 李春雷: 《宝山》 Li Chunlei: Baoshan
- 杨黎光: 《瘟疫，人类的影子"非典"溯源》 Yang Liguang: Plague, shadow of mankind, tracing back SARS
- 加央西热（藏）: 《西藏最后的驮队》 Jia-yang-xi-ri (Tibetà): The last pack team in Tibet
- 赵瑜、胡世全: 《革命百里洲》 Zhao Yu and Hu Shiquan: Revolution Bailizhou

#### Poesia
- 老乡: 《野诗全集》 Lao xiang: Wild Poems, Complete Works
- 郁葱: 《郁葱抒情诗》 Yu Cong: Yu Cong poems
- 马新朝: 《幻河》 Ma Xinchao: Magic River
- 成幼殊: 《幸存的一粟》 Cheng Youshu:
- 娜夜（满、女）: 《娜夜诗选》 Na Ye: Selection of Na Ye's poetry

#### Assaig
- 贾平凹: 《贾平凹长篇散文精选》 Jia Pingwa: The best of Jia Pingwa's long essays
- 李存葆: 《大河遗梦》 Li Xubao: Dreams on a big river
- 史铁生: 《病隙碎笔》 Shi Tiesheng: Break in Illness
- 素素: 《独语东北》 Su Su: Alone, talking of the northeast
- 鄢烈山: 《一个人的经典》 Yan Lingshan: One person's classic

#### Crítica literària
- 吴义勤: 《难度•长度•速度•限度——关于长篇小说文体问题的思考》 Wu Yiqin: Difficulty, Length, Speed, Limitations - reflections on the issue of style in novels
- 王向峰: 《〈手稿〉的美学解读》 Wang Xiangfeng: Aesthetic interpretation of "manuscript"
- 陈超: 《打开诗的漂流瓶——现代诗研究论集》 Chen Chao: Letting the poem out of the bottle: research on modern poetry
- 朱向前: 《朱向前文学理论批评选》 Zhu Xiangqian: Selection of Literary Criticism by Zhu Xiangqian

#### Traducció literària
- 田德望 译: 《神曲》（但丁•著•意大利文） Tian Dewang (tr): Divina Comèdia de Dante
- 黄燎宇 译: 《雷曼先生》（斯文•雷根纳•著•德文）Huang Liaoyu (tr): Herr Lehman, by Sven Regena

### 2004 - 2006

#### Novel·la
- 蒋韵: 《心爱的树》 Jiang Yun: Beloved Tree
- 田耳: 《一个人张灯结彩》 Tian Er: One person puts up lights and festoons
- 葛水平: 《喊山》 Ge Shuiping: Call the Mountain
- 迟子建: 《世界上所有的夜晚》 Chi Zijian: All the nights in the world
- 晓航: 《师兄的透镜》 Xiao Hang: Brothers In the Mirror

#### Conte
- 范小青: 《城乡简史》 Fan Xiaoqing: Short history of town and country
- 郭文斌: 《吉祥如意》 Guo Wenbin: General's Army
- 邵丽: 《明惠的圣诞》 Shao Li: Minghui's Christmas

#### Reportatge
- 朱晓军: 《天使在作战》 Zhu Xiaojun: Angel in combat
- 何建明: 《部长与国家》 He Jianming: Minister and State
- 党益民: 《用胸膛行走西藏》 Dang Yimin: Walking in Tibet
- 王宏甲: 《中国新教育风暴》 Wang Hongjia: China's new educational storm
- 王树增: 《长征》 Wang Shuzeng: Long March

#### Poesia
- 田禾: 《喊故乡》 Tian He: Calling home
- 荣荣: 《看见》 Rong Rong: See
- 黄亚洲: 《行吟长征路》 Huang Yazhou: Long March
- 林雪: 《大地葵花》 Lin Xue: World of Sunflowers
- 于坚: 《只有大海苍茫如幕》 Yu Jian: Only the sea as vast as the screen

#### Assaig
- 韩少功: 《山南水北》 Han Shaogong: South of the mountains, north of the river
- 南帆: 《辛亥年的枪声》 Nan Fan: Gunfire in the Xinhai Year
- 刘家科: 《乡村记忆》 Liu Jiake: Village Memory
- 裘山山: 《遥远的天堂》 Qiu Shanshan: Remote Paradise

#### Crítica literària
- 李敬泽: 《见证一千零一夜——21世纪初的文学生活》 Li Jingze: Witness the Thousand and One Nights – Literary life in the 21st century
- 陈晓明: 《无边的挑战——中国先锋文学的后现代性》 Chen Xiaoming: Boundless challenge: Postmodernity of Chinese Avant-garde literature
- 欧阳友权: 《数字化语境中的文艺学》 Ouyang Youquan: Literature and Art in the digital context
- 雷达: 《当前文学创作症候分析》 Lei Da: Analysis of Symptoms of the current literature creation
- 洪治纲: 《困顿中的挣扎——贾平凹论》 Hong Zhigang: Struggling in the difficulties – on Jia Pingwa

#### Traducció literària
- 许金龙译: 《别了，我的书》（大江健三郎•著•日文） Xu Jinlong (tr): [title], by Kenzaburo Oe
- 王东亮译: 《笑忘录》（米兰•昆德拉•著•法文） Wang Dongliang (tr): Book of Laughter and Forgetting, by Milan Kundera
- 李之义译: 《斯特林堡文集》（五卷）（斯特林堡•著•瑞典文）Li Zhiyi (tr), The Works of August Strindberg, 5 vols

### 2007 - 2009

#### 2010
Su Tong, Fang Fang, Tsering Norbu

### 2010 - 2013

#### Novel·la
- 格非:	《隐身衣》 Ge Fei: Invisibility Cloak
- 滕肖澜: 《美丽的日子》 Teng Xiaolan: Beautiful Day
- 吕新:	《白杨木的春天》Lu Xin: Poplar Spring
- 胡学文: 《从正午开始的黄昏》 Hu Xuewen: Dusk from Noon
- 王跃文: 《漫水》 Wang Yuewen: Spreading Water

#### Conte
- 马晓丽: 《俄罗斯陆军腰带》 Ma Xiaoli: My Russian Army Belt
- 叶舟: 《我的帐篷里有平安》 Ye Zhou: Peace in My Tent
- 叶弥: 《香炉山》 Ye Mi: Incense Burner Mountain
- 张楚: 《良宵》 Zhang Chu: Good Night
- 徐则臣: 《如果大雪封门》 Xu Zechen: If Snow Blocks the Door

#### Reportatge
- 黄传会: 《中国新生代农民工》 Huang Chuanhui: China's New Generation of Migrant Workers
- 任林举: 《粮道》Ren Linju: Food Road
- 肖亦农: 《毛乌素绿色传奇》 Xiao Yinong: Tales of the Desert
- 铁流、徐锦庚: 《中国民办教育调查》 Tie Liu i Xu Jingeng: Survey of Private Education in China
- 徐怀中: 《底色》 Xu Huaizhong: Background

#### Poesia
- 阎安: 《整理石头》 Yan An: Ordering Stones
- 大解: 《个人史》 Da Jie: Personal History
- 海男: 《忧伤的黑麋鹿》Hai Nan: Sad Black Elk
- 周啸天: 《将进茶——周啸天诗词选》 Zhou Xiaotian: Bring in the Tea - Poetry Selection
- 李元胜: 《无限事》 Li Yuansheng: Infinite Things

#### Assaig
- 刘亮程: 《在新疆》 Liu Liangcheng: In Xinjiang
- 贺捷生: 《父亲的雪山 母亲的草地》 He Jiesheng: Father's Snow Mountains, Mother's Grasslands
- 穆涛: 《先前的风气》 Mu Tao: Earlier Culture
- 周晓枫: 《巨鲸歌唱》 Zhou Xiaofeng: The Huge Whale Song
- 侯健飞: 《回鹿山》 Hou Jianfei: Return to Deer Mountain

#### Crítica literària
- 孟繁华: 《文学革命终结之后——新世纪文学论稿》 Meng Fanghua: After the End of Literary Revolution - New Century Literary Theory
- 鲁枢元: 《陶渊明的幽灵》 Lu Shuyuan: The Spirit of Tao Yuanming
- 程德培: 《谁也管不住说话这张嘴》Cheng Depei: No one Can Stop This Mouth From Talking
- 张新颖: 《中国当代文学中沈从文传统的回响 ——〈活着〉、〈秦腔〉、〈天香〉和这个传统 的不同部分的对话》 Zhang Xinying: The reverberations of Shen Congwen's tradition in Chinese contemporary literature
- 贺绍俊	《建设性姿态下的精神重建》 He Shaojun: Spiritual Reconstruction under a Constructive Attitude

#### Traducció literària
- 赵振江: 《人民的风》 Zhao Zhenjiang: Wind of the People
- 刘方: 《布罗岱克的报告》 Liu Fang: Brodyck's Report
- 王家湘: 《有色人民——回忆录》 Wang Jiaxiang: Interesting People - Memoirs
- 韩瑞祥: 《上海，远在何方？》 Han Ruixiang: Shanghai, how far?

### 2014 - 2017[7]

#### Novel·la
- 石一枫 :《世间已无陈金芳》 Shi Yifeng
- 阿来:《蘑菇圈》 A Lai
- 尹学芸:《李海叔叔》Yin Xueyun
- 小白:《封锁》 Xiao Bai
- 肖江虹:《傩面》 Xiao Jianghong

#### Conte
- 黄咏梅:《父亲的后视镜》 Huang Yongmei
- 马金莲:《1987年的浆水和酸菜》 Ma Jinlian
- 冯骥才:《俗世奇人》Feng Jicai
- 弋舟: 《出警》 Yi Zhou
- 朱辉 :《七层宝塔》Zhu Hui

#### Reportatge
- 李春雷:《朋友：习近平与贾大山交往纪事》Li Chunlei
- 丰收:《西长城》 Feng Shou
- 许晨:《第四极：中国"蛟龙"号挑战深海》 Xu Chen
- 徐刚:《大森林》 Xu Gang
- 纪红建:《乡村国是》Ji Hongjian

#### Poesia
- 汤养宗:《去人间》Tang Yangzong
- 杜涯:《落日与朝霞》 Du Ya
- 胡弦:《沙漏》Hu Xian
- 陈先发:《九章》 Chen Xianfa
- 张执浩:《高原上的野花》 Zhang Zhihao

#### Assaig
- 李修文:《山河袈裟》 Li Xiuwen
- 宁肯:《北京：城与年》Ning Ken
- 李娟:《遥远的向日葵地》 Li Juan
- 鲍尔吉·原野:《流水似的走马》Bao'erji Yuanye
- 夏立君:《时间的压力》 Xia Lijun

#### Crítica literària
- 黄发有:《中国当代文学传媒研究》 Huang Fayou
- 陈思和:《有关20世纪中国文学史研究的几个问题》 Chen Sihe
- 刘大先:《必须保卫历史》Liu Daxian
- 王尧:《重读汪曾祺兼论当代文学相关问题》Wang Yao
- 白烨:《文坛新观察》 Bai Hua

#### Traducció literària
- Lu Yanping 路燕萍 - tr. Eduardo Galeano's Memoria del Fuego - Genesis《火的记忆I：创世纪》
- Yu Zhongxian 余中先 - tr. Christophe Ono-Dit-Biot's Plonger《潜》
- Li Yongyi 李永毅 - tr Odes d'Horaci《贺拉斯诗全集》
- Wang Jun - tr.Ludovico Ariosto, Orlando Furioso 《疯狂的罗兰》

### 2018 - 2021

#### Novel·la
| Autor            | Títol xinès |
| ---------------- | ----------- |
| 王松 (Wang Song) | 红骆驼      |
| 王凯 (Wang Kai)  | 荒野步枪手  |
| 艾伟 (Ai Wei)    | 过往        |
| 荒原上           | 索南才让    |
| 葛亮 (Ge Liang)  | 飞发        |

#### Poesia
| Autor           | Títol xinès |
| --------------- | ----------- |
| 刘笑伟          | 岁月青铜    |
| 陈人杰          | 山海间      |
| 韩东 (Han Dong) | 奇迹        |
| 路也            | 天空下      |
| 臧棣 Zhang Di   | 诗歌植物学  |